# Scopula kawabei
Scopula kawabei là một loài bướm đêm trong họ Geometridae.